# Matwei Afanassjewitsch Tschischow

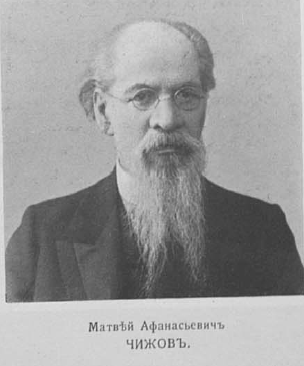
Matwei Afanassjewitsch Tschischow (1913)

Matwei Afanassjewitsch Tschischow (russisch Матвей Афанасьевич Чижов; * 10. Novemberjul. / 22. November 1838greg. im Dorf Pudowo, Gouvernement Moskau; † 28. Maijul. / 10. Juni 1916greg. in Petrograd) war ein russischer Bildhauer und Hochschullehrer.

## Leben
Tschischow stammte aus einer leibeigenen Bauernfamilie, die sich freigekauft hatte. Der Vater eröffnete 1838 eine Grabstein-Werkstatt auf dem Moskauer Inowertscheskoje-Friedhof, während die Mutter im Dorf die bäuerlichen Arbeiten verrichtete und ihren Sohn und ihre Tochter versorgte. Schon im Alter von fünf Jahren modellierte Tschischow Tiere aus Ton. Mit 11 Jahren begann er seinem Vater zu helfen und meißelte die Inschriften in die Marmor- und Granitplatten.
Von August 1851 bis Juni 1854 besuchte Tschischow die deutsche Schule der lutherischen Michael-Kirche in Moskau. Gleichzeitig lernte er an der Moskauer Stroganow-Schule für Technisches Zeichnen das Modellieren bei Wladimir Sergejewitsch Browski, der ihm die Moskauer Hochschule für Malerei, Bildhauerei und Architektur empfahl und dort Nikolai Ramasanow überredete, Tschischow als Studenten anzunehmen. Tschischow erhielt nun eine gute Bildhauerei-Ausbildung, so dass er 1858 von der Kaiserlichen Akademie der Künste in St. Petersburg die kleine Silbermedaille für sein Hautrelief der Kämpfer und 1859 die große Silbermedaille für das Hautrelief der Misshandlung Jesu erhielt.
Tschischow wurde nun Ramanasows Assistent bei den Arbeiten für die Moskauer Christ-Erlöser-Kathedrale. Nach den Entwürfen Ramasanows fertigte Tschischow das riesige Hautrelief des Abstiegs Christi in die Unterwelt an. Zwei weitere Hautreliefs schuf er für zwei andere Moskauer Kirchen.
Bald darauf wurde Tschischow von Michail Mikeschin eingeladen, bei dem Projekt des Nationaldenkmals Tausend Jahre Russland in Nowgorod mitzuwirken, so dass Tschischow fünf Hautreliefs anfertigte.
Tschischow ging nun nach St. Petersburg und studierte 1863–1867 an der Akademie der Künste bei Nikolai Pimenow und Peter Clodt von Jürgensburg. Für seine Arbeiten erhielt er eine kleine und eine große Silbermedaille und eine kleine Goldmedaille. Daneben führte er private Aufträge Michail Mikeschins aus. Zum Abschluss des Studiums schuf er das Hautrelief-Programm der Auferweckung des Jünglings von Naïn, für das er 1867 die große Goldmedaille und die Ernennung zum Klassischen Künstler I. Klasse erhielt und das sich im Russischen Museum befindet.
Mit der großen Goldmedaille war ein Auslandsreisestipendium verbunden, mit dem Tschischow Städte in Deutschland, Österreich-Ungarn und Italien besuchte. Er lebte und arbeitete dann 1868–1873 in Rom. Seine Arbeiten wurden in St. Petersburg ausgestellt, worauf er 1873 zum Akademiker ernannt wurde. Eine weitere Arbeit wurde auf der Weltausstellung Paris 1878 ausgestellt und mit einer Goldmedaille III. Klasse ausgezeichnet.
1875 kehrte Tschischow nach St. Petersburg zurück. 1878 wurde er Lehrer für Bildhauerei an der von Baron Alexander von Stieglitz 1876 gegründeten St. Petersburger Zentral-Schule für Technisches Zeichnen und Bildhauer-Restaurator der Kaiserlichen Eremitage. Eine Schülerin war Schosefina Polonskaja. 1893 wurde er Vollmitglied der Akademie der Künste und Mitglied des Akademie-Rats.
Tschischow war mit Emili Romanowna Brinkman verheiratet, mit der er zwei Söhne und eine Tochter hatte. Sein Sohn Konstantin (1874–1946) war Militäringenieur, machte den Russischen Bürgerkrieg in der Roten Armee mit und heiratete die Tochter des Ballettmeisters Marius Petipa. Die Enkelin Nadeschda Petipa-Tschischowa wurde Schauspielerin.

## Werke (Auswahl)

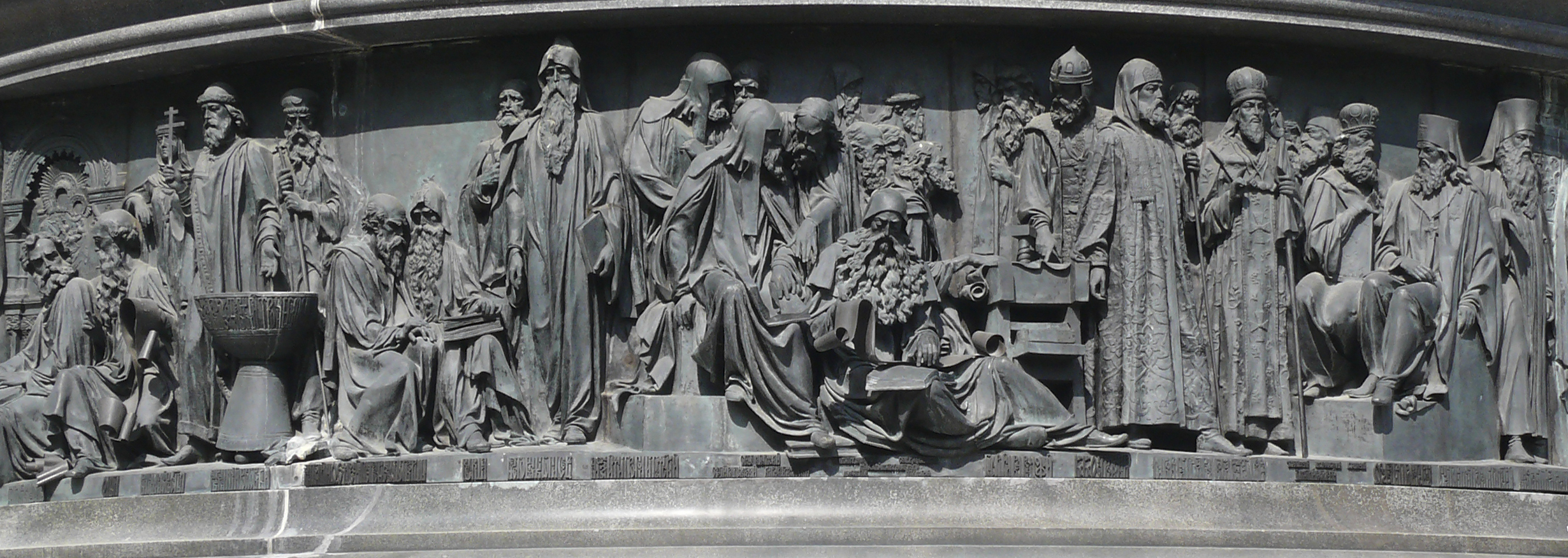
Aufklärer (1862), Nationaldenkmal Tausend Jahre Russland, Nowgorod
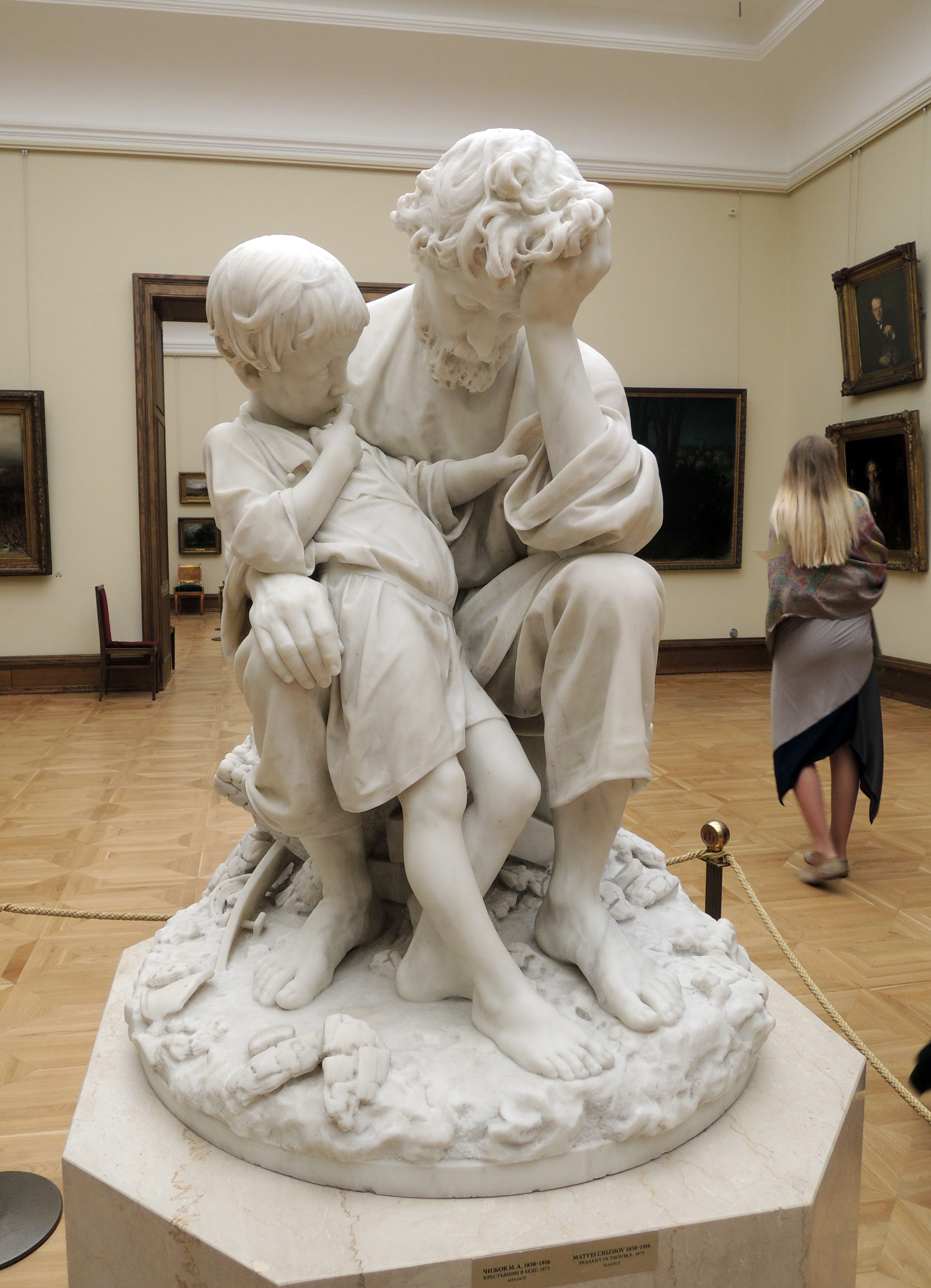
Bauer in Not (1873), Tretjakow-Galerie
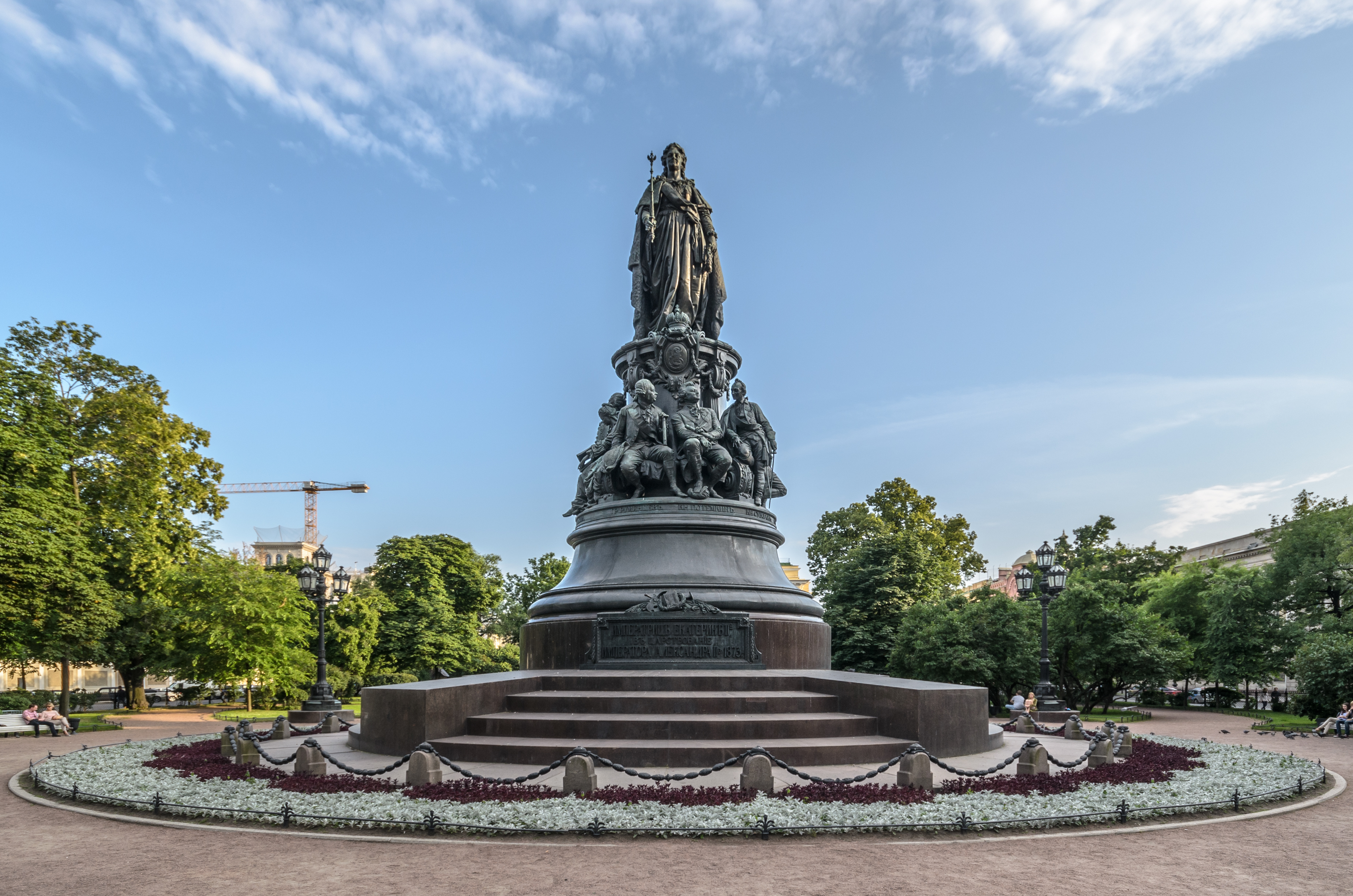
Denkmal Katharinas II. (1873 mit Michail Mikeschin, Alexander Opekuschin, Architekten Viktor Schröter, Dawid Grimm), Ostrowski-Platz, St. Petersburg
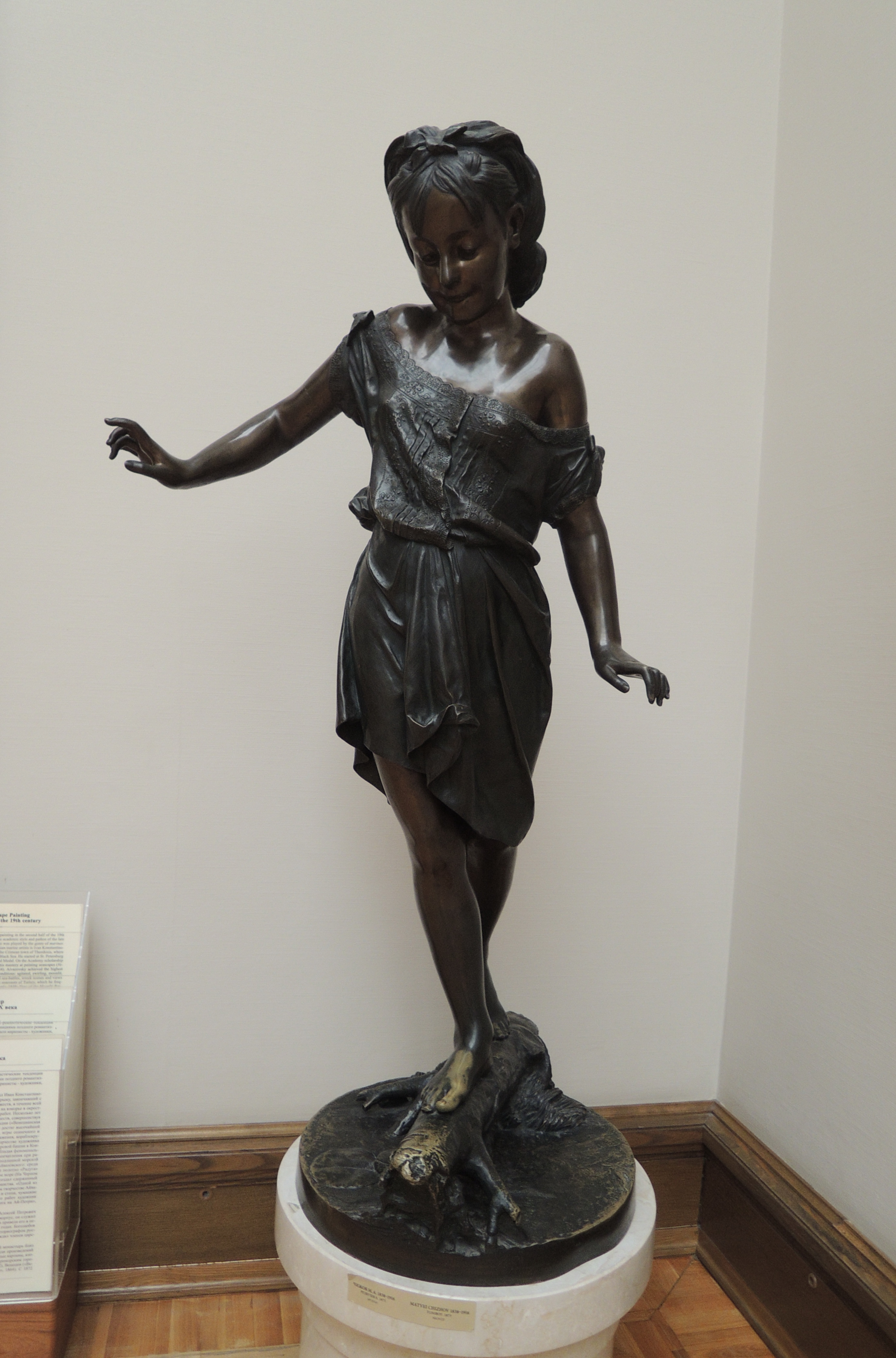
Freches Mädchen (1874), Tretjakow-Galerie
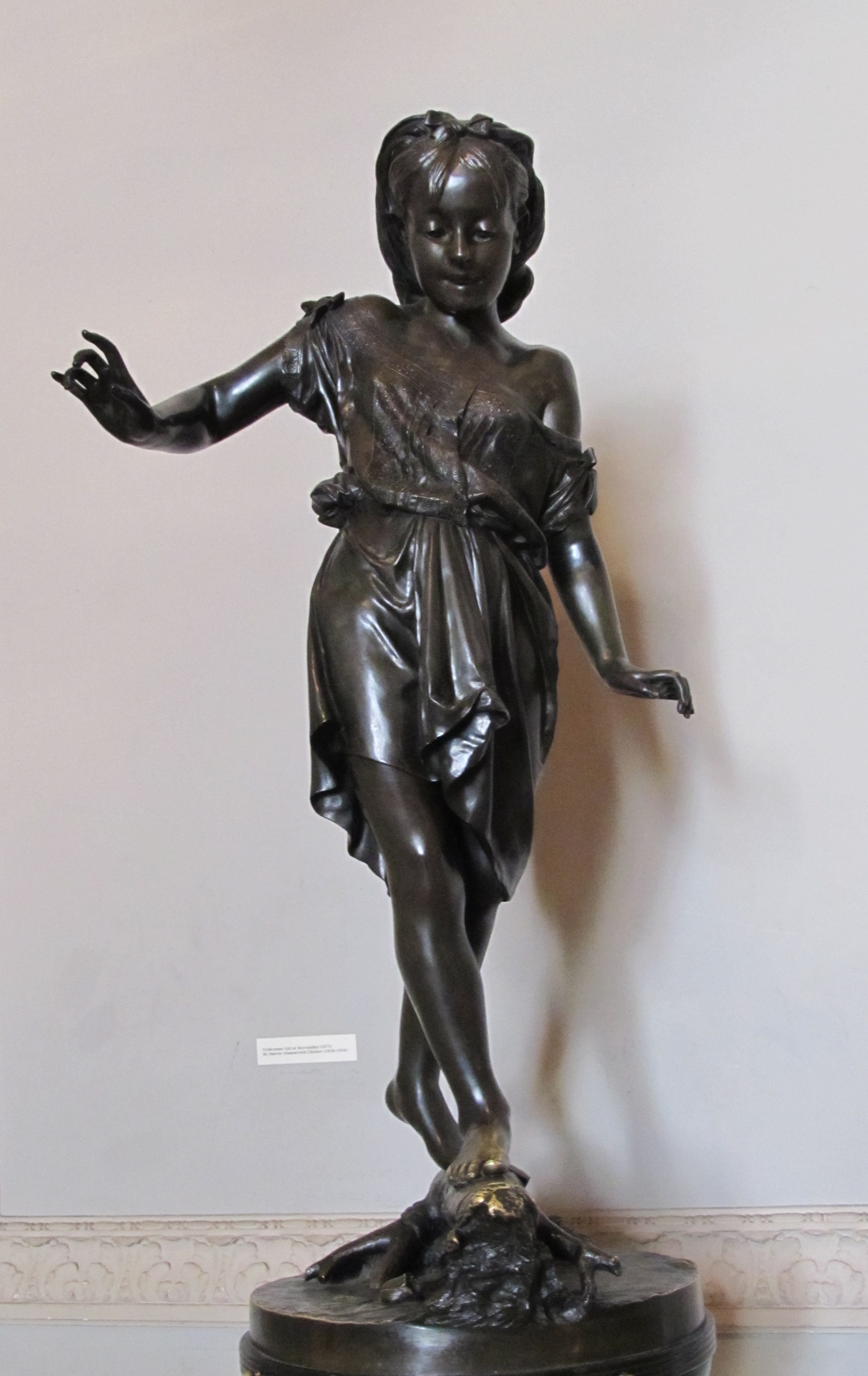
Freches Mädchen (1874), New York Public Library
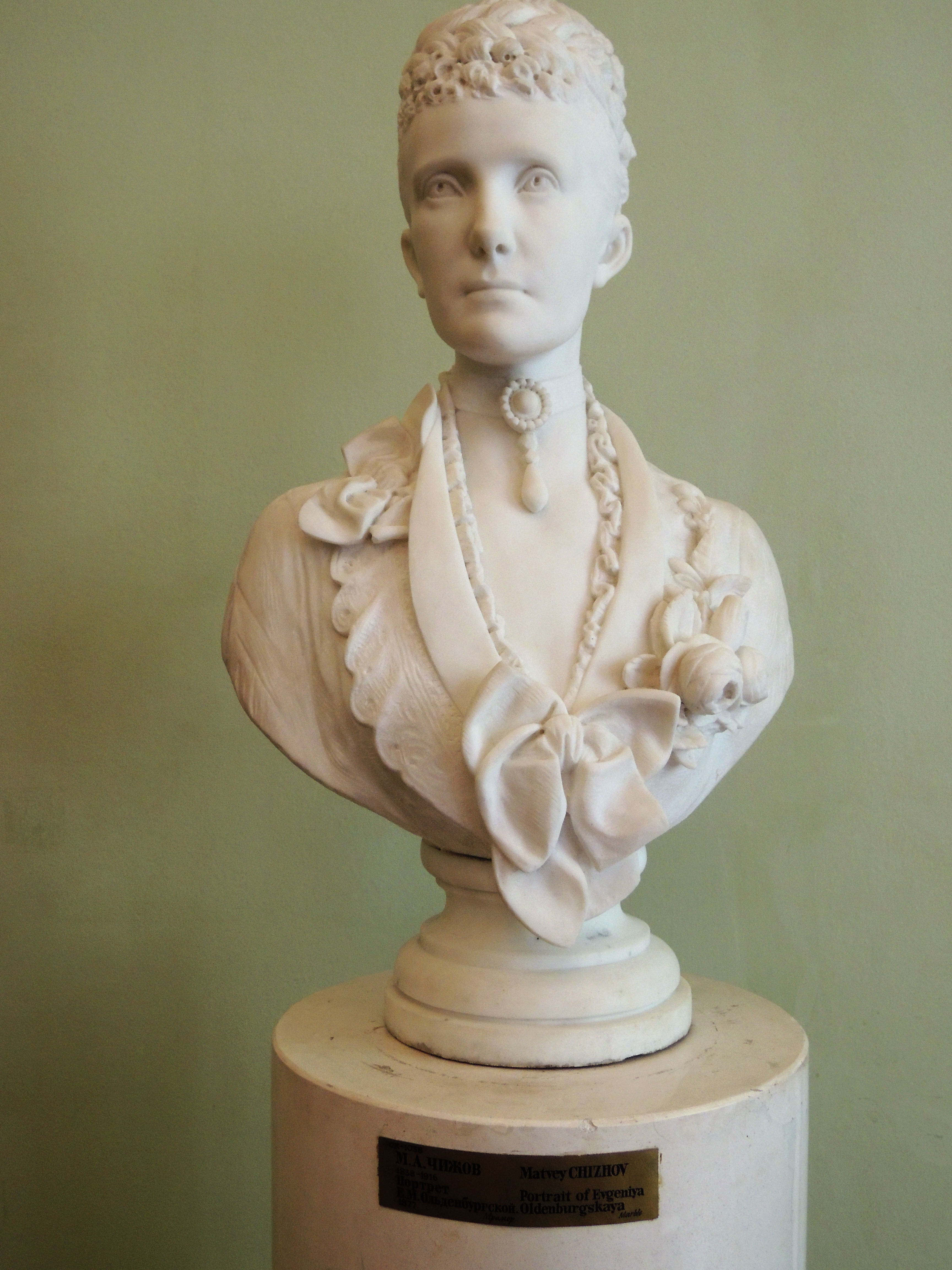
Eugenia von Oldenburg (1877), Russisches Museum
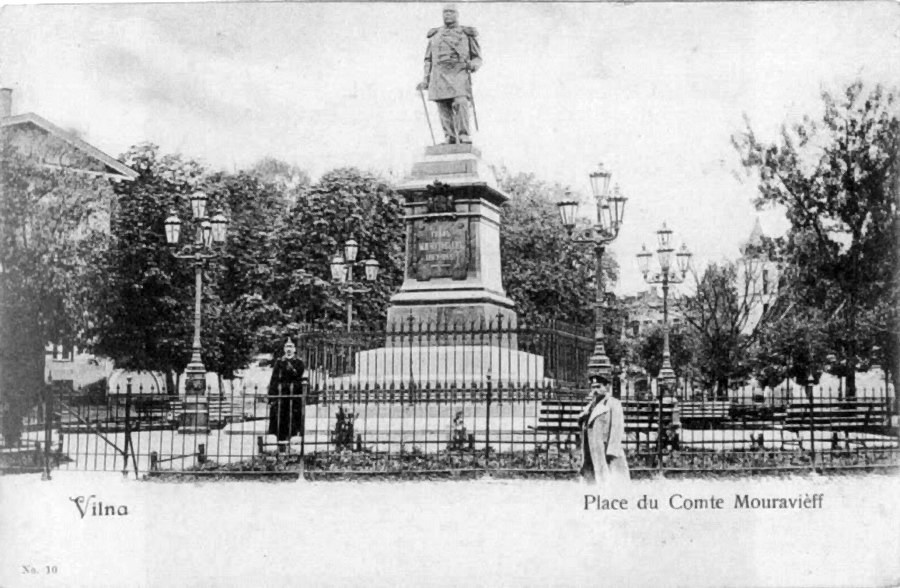
Murawjow-Wilenski-Denkmal (1898 mit Maler Iwan Trutnew, Architekt Wassili Grjasnow, nicht erhalten), Wilna
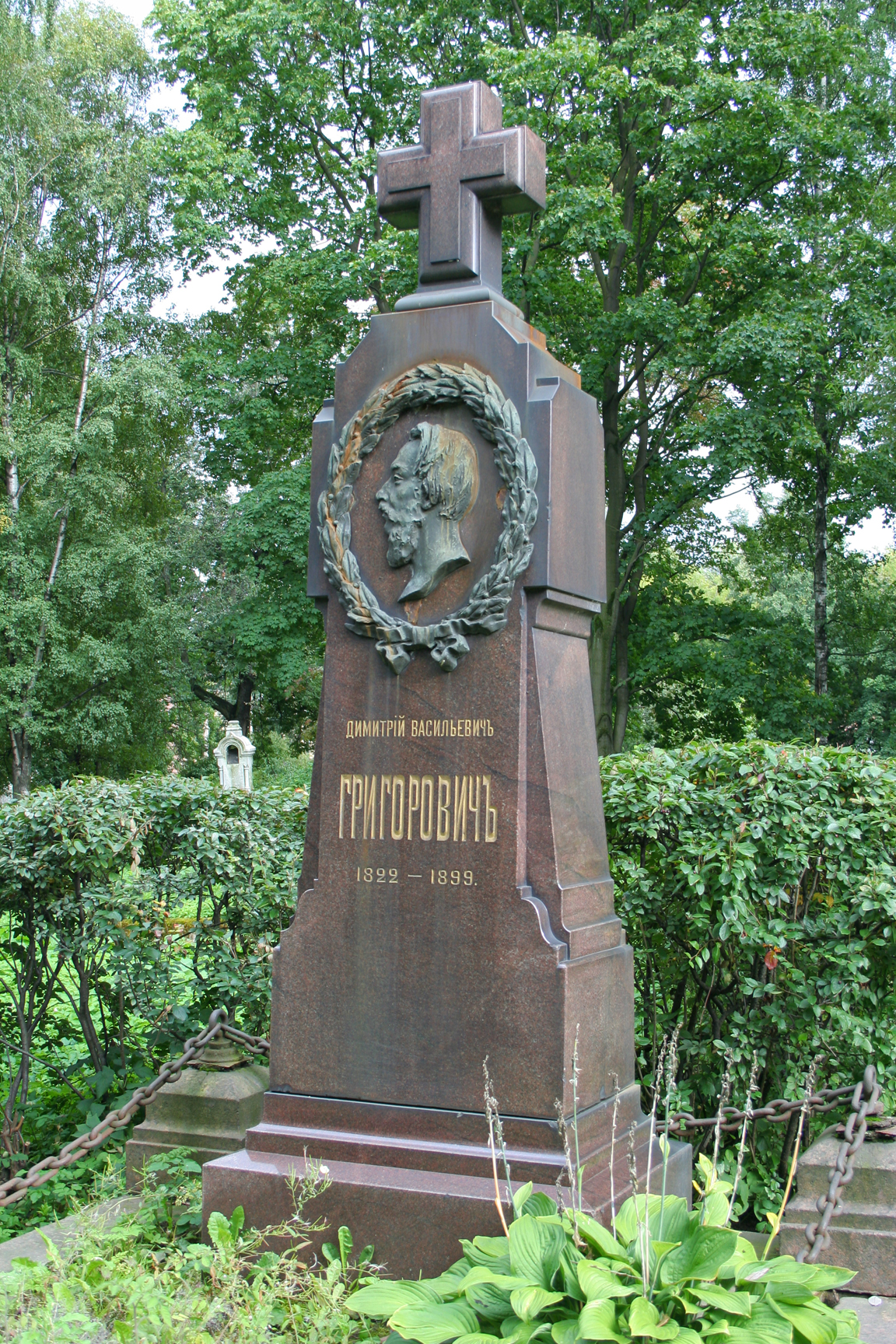
Grabstein Dmitri Grigorowitschs (1903 mit Architekt Alexander Daniel Geschwendt), Literatenbrücken des Wolkowo-Friedhofs, St. Petersburg
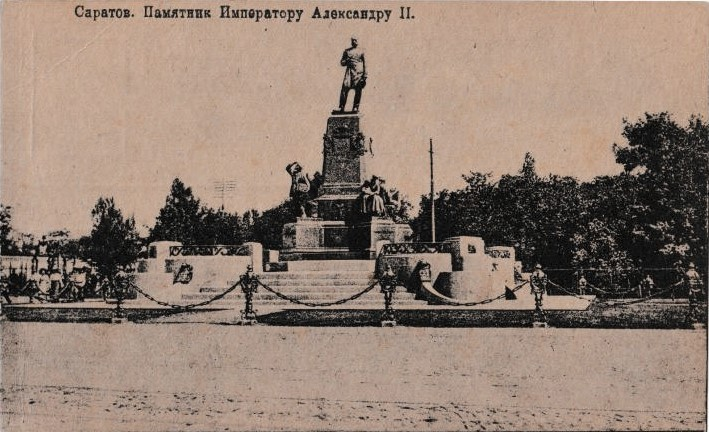
Denkmal Alexanders II. (1907, Sockel von Sergei Wolnuchin; 1918 wurde Alexander durch Feliks Dzierżyński ersetzt), Saratow